# Tirunelveli
Tirunelveli (en tamil: திருநெல்வேலி ) es una localidad de la India capital del distrito de Tirunelveli, estado de Tamil Nadu.
La ciudad se ubica en el margen oeste del río Thamirabarani, justo al otro lado del río de su urbe gemerla Palayamkottai. La guerra de Poligar, que enfrentó Palaiyakkarar con Veerapandiya Kattabomman y las fuerzas de la compañía británica de las Indias Orientales, se libró en las afueras de Tirunelveli entre 1797 y 1801. La ciudad tiene varios monumentos históricos, entre los que cabe destacar el templo de Nellaiappar, el más prominente de la ciudad.

## Geografía
Se encuentra a una altitud de 42 m.s.m. a 598 km de la capital estatal, Chennai, en la zona horaria UTC +5:30.

## Demografía
Según estimación 2010 contaba con una población de 466 693 habitantes.